# فار ایست تون
فار ایست تون (انگلیسی: Far EasTone) شرکت مخابرات تایوانی است، که در سال ۱۹۹۷ تأسیس شد.